# شهرستان کراپکوویتسه
شهرستان کراپکوویتسه (به لهستانی: Powiat Krapkowice) یک شهرستان در لهستان است که در استان اوپوله واقع شده‌است. شهرستان کراپکوویتسه ۴۴۲٫۳۵ کیلومتر مربع مساحت و ۶۷٬۹۲۶ نفر جمعیت دارد.